# Constantin Anghelescu

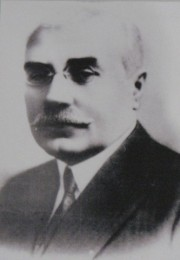
Constantin Anghelescu

Constantin Anghelescu (ur. 10 czerwca 1869, zm. 14 września 1948) – rumuński prawnik i  polityk.
Członek działającej w Paryżu Narodowej Rady Jedności Rumuńskiej, uznanej między innymi przez Francję za oficjalnego reprezentanta interesów rumuńskich. Wchodził w skład Senatu (1926) i Izby Deputowanych. Od 30 grudnia 1933 do 3 stycznia 1934 pełnił funkcję premiera. Pełniąc urząd ministra oświaty w marcu 1937 otrzymał tytuł doktora honoris causa Uniwersytetu Warszawskiego. Był także ministrem robót publicznych i komunikacji (1938).